# Miquel Pedrola
Pour les articles homonymes, voir Pedrola (homonymie) et Alegre (homonymie).
Miquel Pedrola, de son nom complet Miquel Pedrola i Alegre, né à Barcelone le 22 juin 1917 et mort sur le Front d'Aragon durant la guerre le 8 septembre 1936, est un soldat de la guerre d'Espagne.

## Biographie
Militant politique et milicien antifasciste catalan, Miquel Pedrola est militant du PSUC. Universaliste, il est un grand activiste de l'esperanto.
Engagé pour la Seconde République espagnole, il meurt au combat à Casetas de Quicena durant la bataille du Moulin de Palacín en 1936.
Ses funérailles réunissent une foule très importante, dont le dirigeant politique républicain Andreu Nin.
Devant le danger franquiste, son épouse, Maria Valero, et leur fille Amada, doivent s'exiler en France, dans la ville de Limoges.

## Postérité
- Une rue du quartier de la Barceloneta, dans la ville de Barcelone, porte son nom[7].